# Pawłówek (Kalisz)
Pour les articles homonymes, voir Pawłówek.
Pawłówek est une localité polonaise de la gmina de Blizanów, située dans le powiat de Kalisz en voïvodie de Grande-Pologne.